# Федун, Арнольд Антонович
Арнольд Антонович Федун (21 мая 1928, Новоград-Волынский — 16 марта 2021, Москва) — советский и российский военный врач-хирург. Народный врач СССР (1986).

## Биография
Родился 21 мая 1928 года в Новограде-Волынском (ныне в Житомирской области Украины) в семье агронома.
В 1935 году семья переехала в Винницу, где их застала война. Семья перебралась в Ростовскую область, а в августе 1942 года — в Златоуст, на Урале. Там их определили в один из колхозов Челябинской области. После освобождения Украины семья вернулась в Киев.
После школы выбрал медицинский институт. Ещё будучи студентом, устроился санитаром в «скорую помощь», а всё оставшееся время проводил в клинике мединститута: дежурил, присутствовал на операциях. Его быстро допустили к ассистированию, а на третьем курсе он уже самостоятельно выполнял небольшие оперативные вмешательства. После окончания четвёртого курса был направлен для обучения на военный факультет Харьковского медицинского института. В 1954 году, после окончания института, старший лейтенант медслужбы А. Федун был направлен в Группу советских войск в Германии старшим ординатором медсанбата дивизии. Оперировал аппендициты, грыжи, вены — заболевания, относящиеся к малой хирургии. Вскоре возглавил хирургическое отделение, а потом стал командиром медицинской роты — ведущим хирургом медсанбата.
В 1960 году поступил в Военно-медицинскую академию имени С. М. Кирова. Под руководством профессора Куприянова начал заниматься операциями на лёгком и пищеводе.
После окончания академии получил назначение на космодром Байконур в госпиталь, рассчитанный на 700 коек. Для него Байконур стал серьёзной школой по военно-полевой хирургии. Порой приходилось выполнять до десяти операций в день. В 1965 году впервые в госпитале сделал операцию на пищеводе. В последующем выполнял их регулярно. К числу достижений в период службы в Казахстане относится и разработанный им набор по остеосинтезу для фиксации переломанных костей, который впоследствии нашёл широкое применение в хирургической практике. Коечный фонд госпиталя был расширен до 1100, открыто единственное в Вооружённых силах отделение детской хирургии, построен новый хирургический корпус.
В 1972 году был назначен ведущим хирургом Центрального госпиталя Ракетных войск стратегического назначения в Одинцове. Внёс значимый вклад в развитие лечебного процесса. Так, впервые в армии создано в госпитале отделение проктологии. Прорывом стало и создание единого мощного отделения реанимации и анестезиологии.
В 1975 году назначен на должность главного хирурга РВСН СССР. Почти 14 лет полковник медицинской службы А. Федун проработал в этой должности. За это время число сложных операций в госпиталях РВСН увеличилось в 6 раз, а количество самих операций — на треть. Летальность уменьшилась в 2,5 раза.
В 1988 году уволен в запас, но не расстался со своей профессией. Его пригласили хирургом-консультантом в Главный клинический военный госпиталь ФПС России. Но он ещё долго оперировал и консультировал врачей.
Автор и соавтор более 250 научных работ по различным разделам хирургии и организации военного здравоохранения, разработчик более 60 рационализаторских предложений и изобретений.
А. Федун: «Я считаю, что жизнь прожил не зря. У меня хорошая семья. Мы с женой Полиной вырастили двух прекрасных сыновей — Леонида и Андрея. В профессиональном плане добился достаточно высокого уровня. Конечно, не всё успел, но за то, что оставил после себя, мне не стыдно. По моим стопам пошёл сын Андрей. Он — торакальный хирург, кандидат медицинских наук. Внучка Марина тоже учится в мединституте».
Старший сын Леонид Федун (род. 1956), российский предприниматель, миллиардер. Вице-президент ПАО «ЛУКОЙЛ», с 2003 года — основной акционер и председатель совета директоров футбольного клуба «Спартак», кандидат философских наук. Младший сын Андрей Федун (род. 1962), член совета директоров и генеральный директор ООО «Стадион „Спартак“», бывший военный врач, полковник медицинской службы.
Сам также болел за «Спартак».
Скончался в Москве 16 марта 2021 года на 93-м году жизни.

## Звания и награды
- Заслуженный врач РСФСР (1976)
- Народный врач СССР (1986)
- Орден Красной Звезды
- Медаль «За боевые заслуги»
- Памятный золотой знак «Байконур» (2018)